# Fiestas de Valdemoro
En el municipio de Valdemoro tienen lugar las siguientes fiestas:

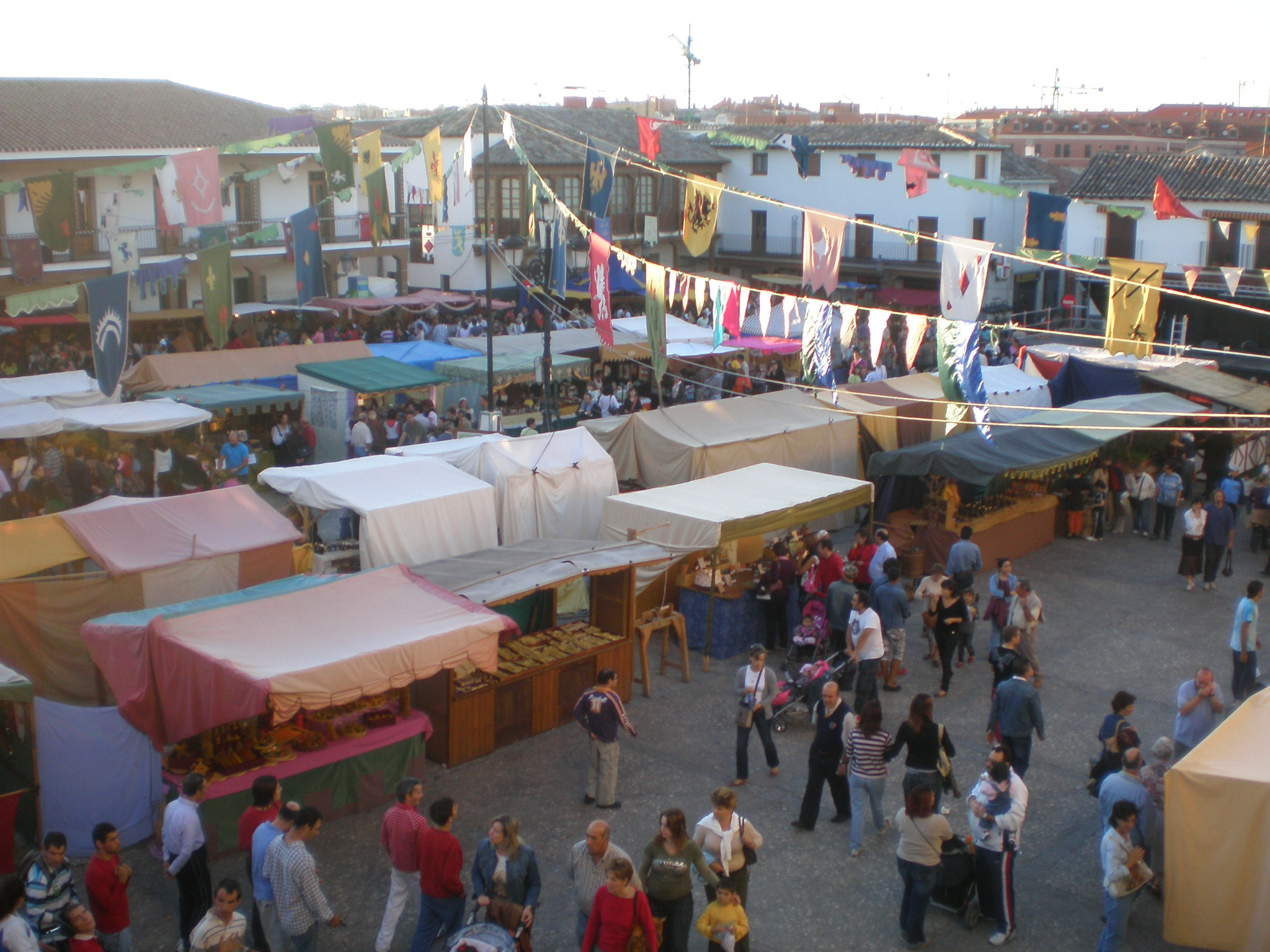
Vista general de la Plaza de la Constitución durante la Feria Barroca de 2007.

- San Marcos (25 de abril): Fiesta popular que se celebra anualmente en el Parque Bolitas del Airón. Tiene su origen en las celebraciones agrícolas que ofrecían rogativas para garantizar la prosperidad de los campos. En la actualidad se celebran numerosas actividades deportivas, culturales y de ocio. Es una tradición local muy arraigada, y uno de los pocos retazos del pasado agrícola del municipio. Numerosos vecinos y visitantes acuden al parque a pasar el día, a comer el hornazo, el bollo típico de la celebración.[1]

- Santísimo Cristo de la Salud (A primeros de mayo): Son las primeras fiestas patronales del municipio. Su origen está fechado en torno al año 1650, cuando los valdemoreños solicitaron permiso para celebrar una fiesta anual en honor de su patrón. Actuaciones musicales, eventos culturales y espectáculos taurinos tienen lugar en el municipio en estas fechas.[2]

- Nuestra Señora del Rosario (8 de septiembre): Las segundas fiestas patronales, y su origen se remonta a cinco siglos. Al igual que en las fiestas del Cristo de la Salud, las actividades taurinas, culturales y de ocio cobran gran importancia en estos días.[3]

- Virgen del Pilar (12 de octubre): De reciente creación, y en honor a la Virgen del Pilar, cuya parroquia se encuentra en el barrio de El Restón Parroquia Nuestra Señora del Pilar en Valdemoro, se realizan actividades a lo largo de la jornada.

- Feria Barroca (A primeros de octubre): Recuperada en 2004, la Feria Barroca es un mercado artesano ambientado en el siglo XVII, uno de los periodos de máximo esplendor del municipio.[4]